# Cancung
Cancung is een bestuurslaag in het regentschap Bojonegoro van de provincie Oost-Java, Indonesië. Cancung telt 2998 inwoners (volkstelling 2010).